# Le Penseur (film, 1920)
Pour plus de détails, voir Fiche technique et Distribution.
Le Penseur est un film français réalisé par Léon Poirier, sorti en 1920.

## Fiche technique
- Titre : Le Penseur
- Réalisation : Léon Poirier
- Scénario : Edmond Fleg
- Photographie : Georges Specht
- Décors : Robert-Jules Garnier
- Production : Gaumont- Série Pax
- Pays de production :  France
- Format :  Noir et blanc - 1,33:1 - 35 mm - Muet
- Métrage : 1 770 m
- Date de sortie : 
  - France : 7 mai 1920

## Distribution
- André Nox : Pierre
- Marguerite Madys : Madeleine
- Armand Tallier : Jean
- Pierre Finaly : Georges
- Jane Even : Mme Dartigue
- Francia Seguy : Julienne

## À propos du film
Dans son Almanach du cinéma des origines à 1945, Philippe d'Hugues écrit que « cette évocation d'un peintre hanté par Le Penseur de Rodin deviendra un des fleurons de la série Pax de Gaumont, consacrée aux films intellectuels et aux sujets ambitieux ».